# Szabados József (labdarúgó)
Szabados József (Budapest, 1971. december 2. –) magyar bajnok labdarúgó, hátvéd, jelenleg az NB. II-ben szereplő PMFC asszisztens edzője. Nagyapja Olajkár Sándor, válogatott labdarúgó.

## Pályafutása
A Bp. Honvéd korosztályos csapatában kezdte a labdarúgást. 1989-ben mutatkozott be az első csapatban. Az 1992–93-as idényben tagja volt a Kispest-Honvéd bajnoki címet nyert együttesének. 1995 tavaszától 1997 decemberéig a Pécsi MFC, 1998 tavaszától a Matáv Sopron labdarúgója volt. 2003-ban visszaigazolt a pécsi csapathoz, ahol további hat idényen át szerepelt és 38 évesen vonult vissza az aktív labdarúgástól.

## Sikerei, díjai
Kispest-Honvéd
- Magyar bajnokság
  - bajnok: 1992–93
- Magyar szuperkupa
  - döntős: 1993